# Lucas Chaves
Lucas Chaves (Martín Coronado, Argentina; 9 de agosto de 1995) es un futbolista argentino origen sirio que se desempeña como arquero y su equipo actual es Panetolikos FC de la Superliga de Grecia.

## Trayectoria

### Inicios
Lucas Chaves nació el 9 de agosto de 1995 en Martín Coronado, en el partido de Tres de Febrero, Buenos Aires.

### Argentinos Juniors
Desde su arribo al "Semillero del Mundo" se ganó la titularidad y fue creciendo junto a sus compañeros de la categoría 95, y en su palmarés se encuentra el campeonato obtenido en sexta en el 2012. Debutó en reserva el 22 de octubre de 2013 ante Vélez. Desde mediados de 2015 entrena con el plantel profesional y en 2017 fue escogido como segundo arquero del equipo que dirigía Gabriel Heinze. Luego de la lesión del arquero titular, Federico Lanzillota, Chaves atajó en las últimas fechas del Campeonato de Primera B Nacional 2016-17, donde su equipo se consagró campeón. Con el ascenso y el cambio de entrenador, el nuevo DT Alfredo Berti confió en él para ser el arquero titular durante casi todos los partidos de la Superliga 2017-2018.

## Estadísticas
Actualizado al último partido disputado el 21 de agosto de 2023.
| Club | Div.                | Temporada           | Liga | Liga | Liga | Copas Nacionales(1) | Copas Nacionales(1) | Copas Nacionales(1) | Torneos Internacionales(2) | Torneos Internacionales(2) | Torneos Internacionales(2) | Total | Total | Total |
| Club | Div.                | Temporada           | PJ   | GR   | VI   | PJ                  | GR                  | VI                  | PJ                         | GR                         | VI                         | PJ    | GR    | VI    |
| --- | ------------------- | ------------------- | ---- | ---- | ---- | ------------------- | ------------------- | ------------------- | -------------------------- | -------------------------- | -------------------------- | ----- | ----- | ----- |
| Argentinos Juniors Argentina                                                                                             | 2.ª                 | 2016-17             | 3    | 1    | 2    | —                   | —                   | —                   | —                          | —                          | —                          | 3     | 1     | 2     |
| Argentinos Juniors Argentina                                                                                             | 1.ª                 | 2017-18             | 25   | 26   | 7    | —                   | —                   | —                   | —                          | —                          | —                          | 25    | 26    | 7     |
| Argentinos Juniors Argentina                                                                                             | 1.ª                 | 2018-19             | 20   | 22   | 7    | 10                  | 8                   | 4                   | 6                          | 2                          | 4                          | 36    | 32    | 15    |
| Argentinos Juniors Argentina                                                                                             | 1.ª                 | 2019-20             | 23   | 17   | 10   | 2                   | 4                   | 1                   | 2                          | 1                          | 1                          | 27    | 22    | 12    |
| Argentinos Juniors Argentina                                                                                             | 1.ª                 | 2020-21             | 10   | 9    | 5    | 4                   | 2                   | 3                   | —                          | —                          | —                          | 14    | 11    | 8     |
| Argentinos Juniors Argentina                                                                                             | 1.ª                 | 2021                | 11   | 8    | 4    | 12                  | 11                  | 4                   | 8                          | 6                          | 4                          | 31    | 25    | 12    |
| Argentinos Juniors Argentina                                                                                             | 1.ª                 | 2022                | —    | —    | —    | —                   | —                   | —                   | —                          | —                          | —                          | 0     | 0     | 0     |
| Argentinos Juniors Argentina                                                                                             | Total club          | Total club          | 92   | 83   | 35   | 28                  | 25                  | 12                  | 16                         | 9                          | 9                          | 136   | 117   | 56    |
| Huracán Argentina | 1.ª                 | 2022                | 27   | 21   | 11   | —                   | —                   | —                   | —                          | —                          | —                          | 27    | 21    | 11    |
| Huracán Argentina | 1.ª                 | 2023                | 25   | 26   | 7    | 3                   | 1                   | 2                   | 10                         | 9                          | 3                          | 38    | 36    | 12    |
| Huracán Argentina | Total club          | Total club          | 52   | 47   | 18   | 3                   | 1                   | 2                   | 10                         | 9                          | 3                          | 65    | 57    | 23    |
| Total en su carrera | Total en su carrera | Total en su carrera | 144  | 130  | 53   | 31                  | 26                  | 14                  | 26                         | 18                         | 12                         | 201   | 174   | 79    |
| (1) Incluye datos de la Copa Argentina y Copa de la Liga. (2) Incluye datos de la Copa Sudamericana y Copa Libertadores. |                     |                     |      |      |      |                     |                     |                     |                            |                            |                            |       |       |       |

## Palmarés
| Título             | Club               | País      | Año     |
| ------------------ | ------------------ | --------- | ------- |
| Primera B Nacional | Argentinos Juniors | Argentina | 2016-17 |